# Хау, Джон
Джон Хау (англ. John Howe; родился 21 августа 1957) — канадский иллюстратор и концептуальный дизайнер.

## Биография
Джон Хау родился в Ванкувере, Британская Колумбия. Начал рисовать в раннем детстве, ещё до школы. После окончания школы учился в колледже в Страсбурге (Франция), а затем в Школе декоративных искусств (там же). Одной из его первых работ, созданных в Европе во время обучения, стала иллюстрация к «Властелину колец» «Лейтенант чёрной башни Барад-дура».
Проживает в Невшателе, Швейцария, вместе с женой и сыном.

## Иллюстрации
Джон Хау наиболее известен как иллюстратор обложек, книг и карт произведений Джона Рональда Руэла Толкина, включая «Властелин колец», «Хоббит, или Туда и обратно», «Сильмариллион». Кроме работ Толкина он иллюстрировал книги Робин Хобб, издания поэмы «Беовульф», ограниченное издание романа «Битва королей» Джорджа Мартина 2005 года и ряд книг для детей.
Также Хау делал иллюстрации для настольных игр, включая «Властелин колец» и «Беовульф: Легенда» Райнера Книции, и для игры Magic: The Gathering.

## Кинематограф
Хау вместе с Аланом Ли был концептуальным дизайнером кинотрилогии Питера Джексона «Властелин колец». Впоследствии Хау был концептуальным иллюстратором фильма «Хроники Нарнии: Лев, колдунья и волшебный шкаф» и концептуальным дизайнером кинотрилогии «Хоббит».
В июле 2019 года стало известно, что Джон Хау был включён в «креативную команду» предстоящего сериала Amazon Video «Властелин колец» в качестве иллюстратора и концепт-художника.